# خرشة (مشرحات)
خرشة (بالفارسية: خرشه) هي قرية تقع في إيران في قسم مشرحات الريفي. يقدر عدد سكانها بـ 0 نسمة بحسب إحصاء 2016.